# Lissonota bezaga
Lissonota bezaga är en stekelart som beskrevs av Ugalde och Ian D. Gauld 2002. Lissonota bezaga ingår i släktet Lissonota och familjen brokparasitsteklar. Inga underarter finns listade i Catalogue of Life.